# Dudoros mézevő
A dudoros mézevő (Stomiopera unicolor) a madarak osztályának a verébalakúak (Passeriformes) rendjébe, ezen belül a mézevőfélék (Meliphagidae) családjába tartozó faj.

## Rendszerezése
A fajt John Gould angol ornitológus írta le 1843-ban, a Ptilotis nembe Ptilotis unicolor néven. Besorolása vitatott, egyes szervezetek a Lichenostomus nembe sorolják Lichenostomus unicolor néven.

## Előfordulása
Ausztrália északi részén honos. Természetes élőhelyei a szubtrópusi és trópusi síkvidéki esőerdők, mangroveerdők, mocsári erdők, lombhullató erdők és cserjések, valamint városi régiók. Állandó, nem vonuló faj.

## Megjelenése
Testhossza 17–22 centiméter, testsúlya 25–41 gramm.

## Életmódja
Nektárral, gyümölcsökkel, magvakkal és gerinctelenekkel táplálkozik.

## Természetvédelmi helyzete
Az elterjedési területe rendkívül nagy, egyedszáma pedig stabil. A Természetvédelmi Világszövetség Vörös listáján nem fenyegetett fajként szerepel.